# Fluke (gruppo musicale)
I Fluke sono un gruppo di musica elettronica formato nei tardi anni ottanta da Mike Bryant, Jon Fugler e Mike Tournier, con Julian Nugent come manager della band. L'ispirazione del gruppo è stata influenzata dall'interesse per la band nella scena musicale della musica acid house e in particolare dai lavori di Cabaret Voltaire e di Giorgio Moroder.
La band è nota per la sua varia gamma di generi musicali, che spaziano dalla house alla techno, dalla ambient al blues. Ma del gruppo si nota anche la riservatezza, in quanto concede raramente interviste, per i lunghi intervalli tra l'uscita di un disco e l'altro. Molti ascoltatori conoscono i Fluke soltanto dall'inclusione della loro musica nelle colonna sonora di molti film di successo, principalmente The Matrix Reloaded e Sin City, ed anche per la colonna sonora di serie di videogiochi come Need for Speed e Wipeout.
A tutt'oggi i Fluke hanno prodotto cinque album in studio, due compilation e due dischi live. Per tutta la loro carriera hanno avuto parecchi cambiamenti nella loro formazione, con la partecipazione di Neil Davenport alle chitarre, Robin Goodridge alla batteria e Hugh Bryder come D.J. Quando erano in tour per l'album Risotto furono affiancati da Rachel Stewart, che fece la mascotte ufficiale della band, un personaggio del videogioco Wipeout. La Stewart restò con i Fluke come cantante e ballerina per tutto il periodo dei concerti, dal 1997 al 1999.
Dopo l'uscita di Risotto, Mike Tournier lasciò il gruppo per formare i Syntax con Jon Burton. Bryant e Fugler proseguirono e produssero l'ultimo album in studio senza l'aiuto di Tournier.

## Discografia

### Album
- The Techno Rose of Blighty (1991)
- Out (In Essence) (1991)
- Six Wheels On My Wagon (1993)
- The Peel Sessions (1994)
- Oto (1995)
- Risotto (1997)
- Progressive History X (2001)
- Progressive History XXX (2002)
- Puppy (2003)

### Singoli
- Island Life (1988)
- Thumper! (1989)
- Joni/Taxi (1990)
- Philly (1990)
- The Bells (1991)
- Slid (1993)
- Electric Guitar (1993)
- Groovy Feeling (1993)
- Bubble (1994)
- Bullet (1995)
- Tosh (1995)
- Atom Bomb (1996)
- Absurd (1997)
- Squirt (1997)
- Slap It (2002)
- Pulse (2002)
- Hang Tough (2003)
- Switch (2003)